# Cuisine estrémègne

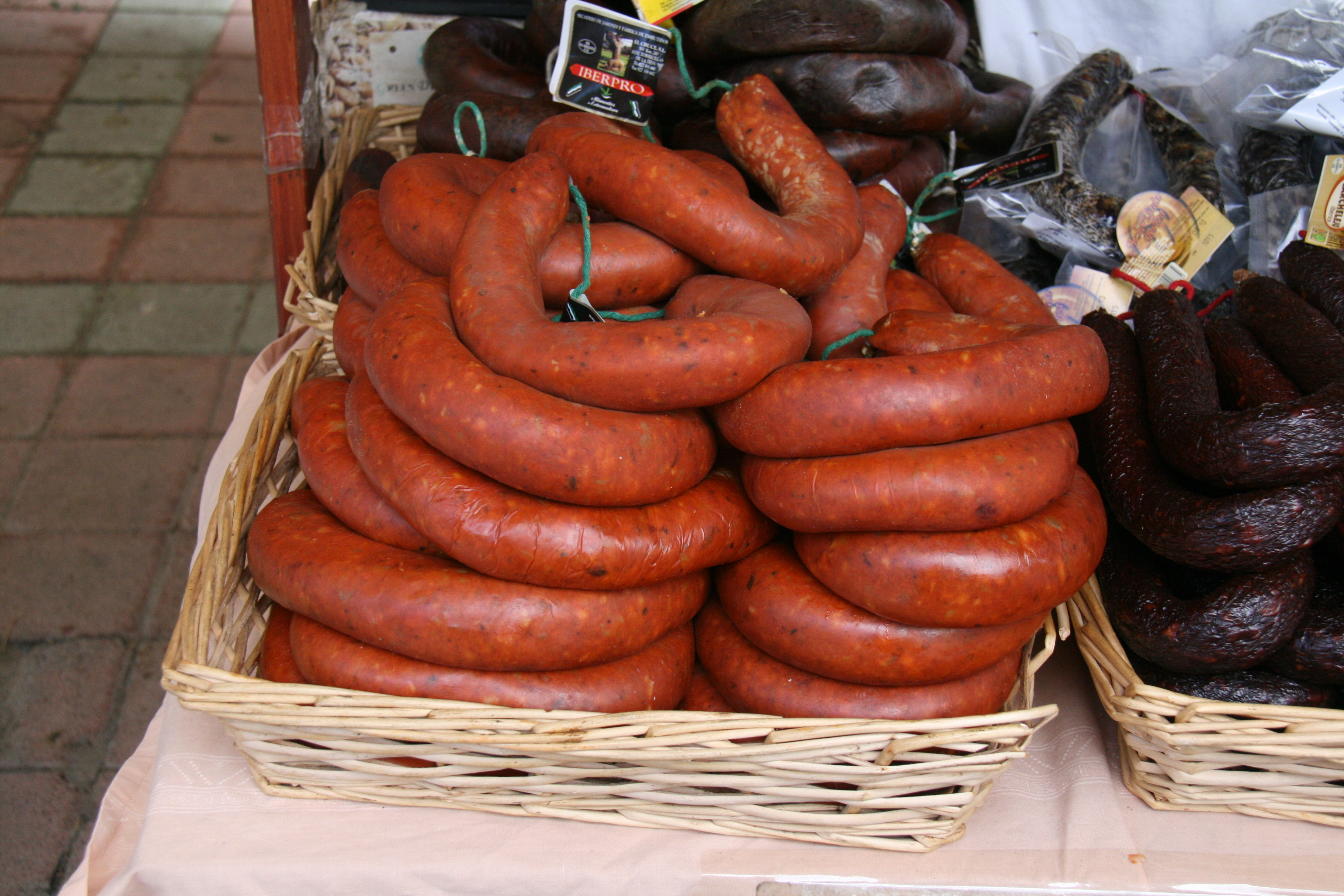
Patatera, autre saucisse typique d'Estrémadure.

La gastronomie d'Estrémadure est l'ensemble des plats et des traditions culinaires de la région d'Estrémadure, en Espagne. Certains auteurs l'ont décrite comme austère, avec des plats pastoraux et campagnards. L'ouverture de la vía de la Plata (route de l'argent) a permis à la cuisine d'Estrémadure de s'étendre à d'autres régions culinaires espagnoles tout en subissant l'influence d'autres traditions. L'existence de nombreux monastères a donné lieu à une splendeur culinaire de recettes issues de leurs cuisines. L'Estrémadure étant enclavée, les plats qu'elle propose sont principalement des plats de viande et de légumes.
Parmi les plats les plus traditionnels figurent les migas et la caldereta.

## Ingrédients

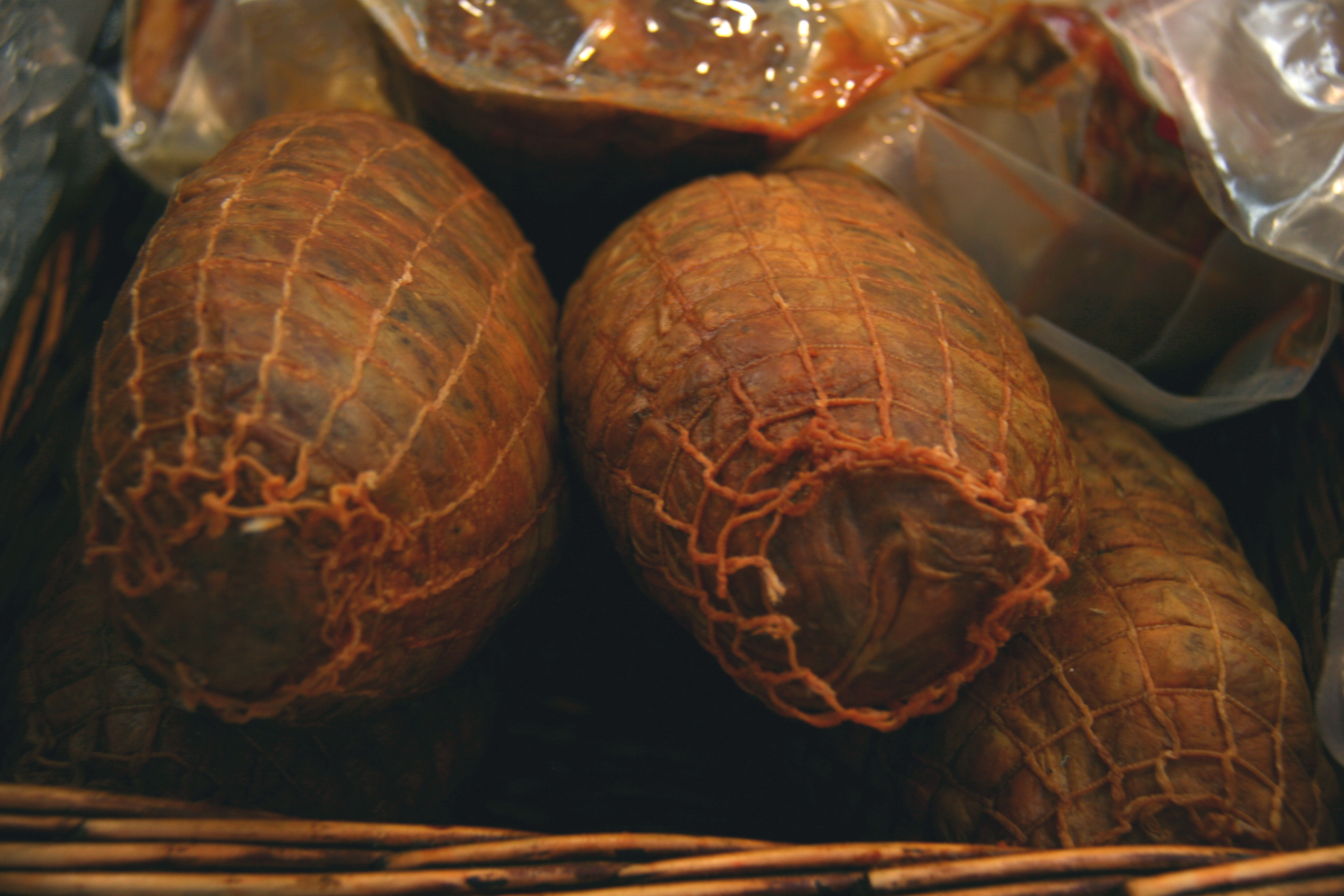
Le morcón est une spécialité de la région, faite à base de porc.

Dans le domaine de la viande, il convient de mentionner l'importante production de sous-produits du porc, tels que les saucisses et les salaisons en général. La production porcine de cette région atteint des niveaux de qualité élevés, grâce à l'élevage de porcs ibériques nourris de glands en abondance. L'une des zones où la production porcine est la plus importante est la région de Montánchez : la légende veut que les jambons de cette terre (jambon de Montánchez) soient dus à la chasse aux vipères par les porcs. Il faut également mentionner les chorizos d'Estrémadure, la longe de porc séchée et la patatera, abondante en ail et paprika de la Vera.
L'Estrémadure étant une terre de bergers, on peut aussi mentionner les plats à base d'agneau : ragoût d'agneau, agneau d'Estrémadure frit, cachuela d'Estrémadure ou chanfaina de cabrito ou encore la grande variété de fromages élaborés avec du lait de brebis et de chèvre dans les régions de La Serena, Ibores, Acehúche et la célèbre torta del Casar. Le gibier est abondant et le petit gibier est particulièrement remarquable ; l'un des plats de gibier les plus connus est la perdrix à la manière d'Alcántara, en raison de son histoire avec les troupes françaises.
Parmi les plats de poisson, il existe différentes recettes à base de morue salée, comme le bacalao dorado (morue dorée), et surtout celles contenant le terme vigilia, comme le potaje de vigilia (ragoût de vigilia). On y trouve également de nombreux poissons de rivière, notamment la tanche, qui a été déclarée Fête d'intérêt touristique gastronomique en Estrémadure,.